# Allier (rzeka)
Allier – rzeka w środkowej Francji, lewy, najdłuższy dopływ Loary. Jej długość wynosi 410 km, a powierzchnia dorzecza – 15 tys. km²
Źródła Allier znajdują się w Sewennach na wysokości 1423 m n.p.m. Źródła Loary położone są zaledwie ok. 40 kilometrów dalej na wschód, ale Allier płynie ponad 400 km na północ i uchodzi do Loary dopiero w pobliżu miasta Nevers. W górnym biegu rzeka pokonuje głęboką i malowniczą dolinę. Allier jest jedną z niewielu jeszcze dzikich rzek tej części Europy. Znaleźć tu można m.in. wiele gatunków ptaków. Rzeka jest żeglowna w dolnym biegu.
Główne dopływy Allier:
- lewe:
  - Alagnon
  - Couze Pavin
  - Morge
  - Sioule
  - Veyre
- prawe:
  - Dore

Ważniejsze miejscowości nad Allier to: Langeac, Brioude, Brassac-les-Mines, Issoire, Cournon-d’Auvergne, Vichy, Varennes-sur-Allier, Moulins.

## Zobacz też

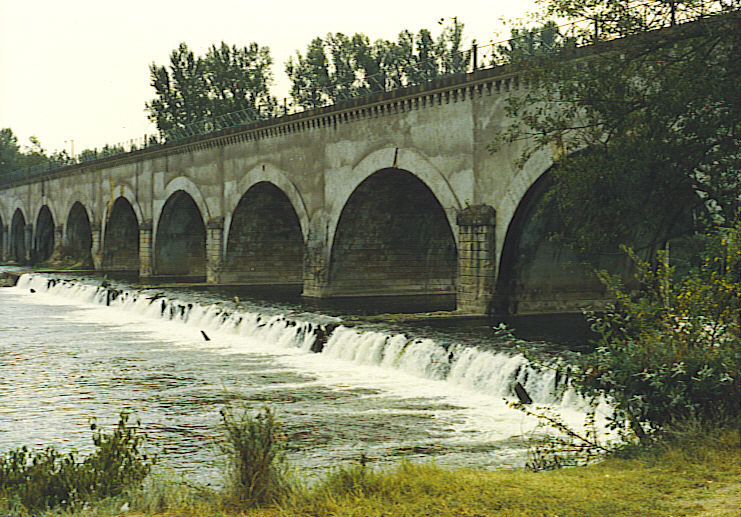
Most-kanał wodny nad Allier